# Jest cudnie
Jest cudnie – album muzyczny Maryli Rodowicz wydany 12 maja 2008. Za realizację i produkcję albumu odpowiada Andrzej Smolik. Single promujące album to: „Nie liczy się nic”, „Jest cudnie”, „Na odległość”, „Do raju furtki trzy” oraz „Ech, mała” (piosenka wydana na reedycji albumu). 1 grudnia 2008 została wydana reedycja płyty, zawierająca dodatkowo płytę DVD z koncertowymi nagraniami, oraz nowy utwór pt. „Ech, mała”.
Okładka albumu jest zainspirowana obrazem Henriego Rousseau Traumgarten (mężczyzna z ukulele na tygrysie).
Album zebrał pozytywne recenzje od krytyków i odniósł sukces komercyjny – zajął 18. miejsce w rankingu ZPAV najlepiej sprzedających się albumów 2008 w Polsce i osiągnął status platynowej płyty.

## Lista utworów
Opracowano na podstawie materiału źródłowego.
| #  | Tytuł                         | Autorzy                                                | Czas |
| -- | ----------------------------- | ------------------------------------------------------ | ---- |
| 1  | Jest cudnie                   | Muzyka: Seweryn Krajewski Słowa: Magda Umer            | 3:35 |
| 2  | Nie liczy się nic             | Muzyka: Andrzej Smolik Słowa: Magda Umer               | 2:54 |
| 3  | Na odległość                  | Muzyka: Jerzy Runowski Słowa: Jacek Cygan              | 3:14 |
| 4  | Do raju furtki trzy           | Muzyka: Victor Davies Słowa: Bożena Kraczkowska        | 3:30 |
| 5  | Hej, chłopcze!                | Muzyka: Andrzej Smolik Słowa: Muniek Staszczyk         | 4:23 |
| 6  | Nocny sufit                   | Muzyka: Seweryn Krajewski Słowa: Marek Dutkiewicz      | 3:54 |
| 7  | Pół oddechu                   | Muzyka: Andrzej Smolik Słowa: Katarzyna Nosowska       | 3:32 |
| 8  | Panie nasz, Panie ich         | Muzyka: Andrzej Smolik Słowa: Magda Umer               | 3:12 |
| 9  | Piękny dzień                  | Muzyka: Victor Davies Słowa: Kayah                     | 4:33 |
| 10 | Zielona pani Ziemio!          | Muzyka: Seweryn Krajewski Słowa: Andrzej Poniedzielski | 4:13 |
| 11 | Kiedy się dziwić przestanę... | Muzyka: Czesław Niemen Słowa: Jonasz Kofta             | 4:45 |
| 12 | Za pierwszą chmurą            | Muzyka: Andrzej Brzeski Słowa: Andrzej Brzeski         | 6:06 |

## Twórcy

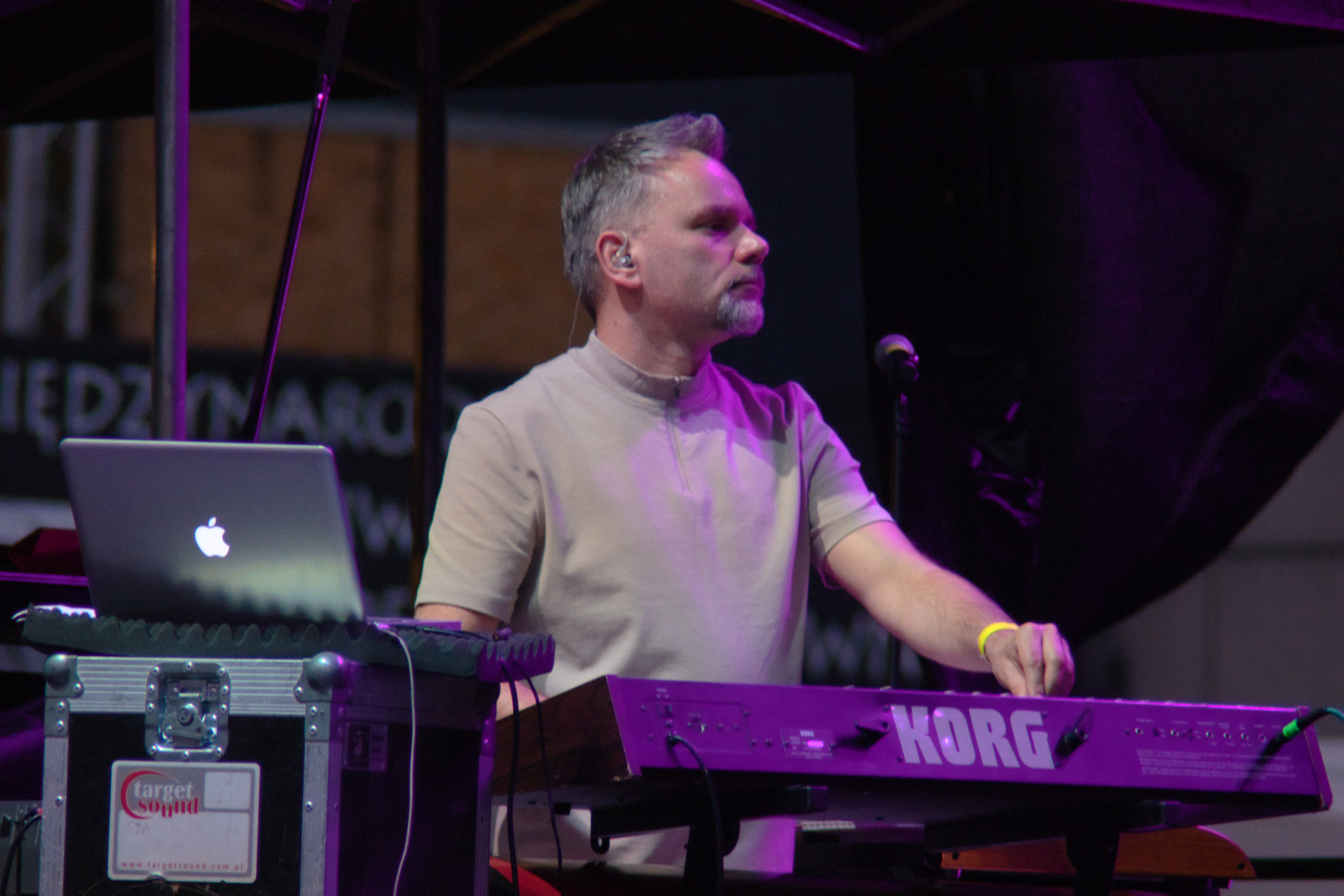
Miłosz Wośko (2019)

Opracowano na podstawie materiału źródłowego.
- Maryla Rodowicz – głos, chórki
- Seweryn Krajewski – głos, chórki
- Andrzej Smolik – piano, akordeon, pedal steel, gitara akustyczna, gitara elektryczna, gitara basowa, flet, harmonium, aranżacja partii smyczkowych, realizacja i produkcja płyty
- Marcin Majerczyk – gitara akustyczna, gitara klasyczna, gitara dobro, banjo, mandolina
- Maciej Cieślak – gitara elektryczna
- Michał „Fox” Król – organy Hammonda
- Łukasz Korybalski – trąbka, fluegelhorn
- Artur Włodkowski – klarnet
- Krzysztof Pacan – gitara basowa
- Wojtek Traczuk – kontrabas
- Marcin „U1” Ułanowski – perkusja
- Miłosz Wośko – aranżacja partii smyczkowych
- Orkiestra „Sinfonia Viva” pod kierownictwem Tomasza Radziwonowicza
- Anna Głuszko – oprawa graficzna